# Albert Hochheimer
Albert Hochheimer (Pseudonym: Bert Jorat, geboren 5. Mai 1900 in Steinheim/Westfalen; gestorben 28. September 1976 in Crocifisso/Tessin) war ein deutscher Autor von Kinder- und Jugendbüchern, historischen und Abenteuerromanen, Hörspielen und Zeitungsartikeln.

## Leben
Albert Hochheimer, Sohn einer jüdischen Kaufmannsfamilie in Steinheim (Westfalen) (Schulbesuch: Rektoratsschule Steinheim, Privatschule Bad Meinberg, Gymnasium Höxter), wurde als Einjährig-Freiwilliger zum Heeresdienst einberufen. Nach Ende des Ersten Weltkriegs arbeitete er für längere Zeit bei der Warenhausgruppe Leonhard Tietz in Köln. Vermutlich in dieser Zeit holte er das Abitur nach und studierte von 1922 bis 1924 Volkswirtschaft an der Kölner Universität. Sein Geld verdiente er sich zunächst als Werkstudent und arbeitete später als Teppich- und Gardineneinkäufer bei einem Warenhauskonzern, ehe er Besitzer einer Lederwarenfabrik im hessischen Offenbach wurde.
1938 emigrierte Hochheimer mit seiner nicht-jüdischen Frau und der gemeinsamen Tochter Erika zunächst in die Niederlande und 1939 weiter nach Paris, wo er wiederum eine Lederwarenfabrik führte. Nach dem Überfall der deutschen Truppen auf Frankreich meldete er sich freiwillig zur französischen Fremdenlegion nach Nordafrika, um der Deportation in ein Internierungslager zu entgehen.
1942 gelang ihm die Flucht aus der Legion in die Schweiz, wo er Frau und Tochter wiedertraf, die kurzzeitig in einem Lager bei Lyon interniert gewesen waren. Das Ehepaar trennte sich jedoch später, und Albert Hochheimer heiratete wiederum eine Nichtjüdin (Tochter Doris). Nach Ende des Zweiten Weltkrieges lebte Albert Hochheimer abwechselnd in Paris und Lyon und seit 1950 als freier Schriftsteller im schweizerischen Tessin.
Er war Mitglied des PEN in London und des Schutzverbandes deutscher Schriftsteller und schrieb in den folgenden Jahrzehnten zahllose Zeitungsartikel und rund ein Dutzend Hörspiele für Radio Beromünster. Bekannt wurde er aber vor allem durch seine 47 Bücher, meist Abenteuer-, Kinder- und Jugendbücher (darunter für die damals bekannte Heftreihe der Lux-Lesebogen) sowie seine historischen Romane. Seine Werke wurden in viele europäische Sprachen übersetzt.

## Selbständige Veröffentlichungen
- Der kleine Herr Terri. Märchen. Stuttgart: Gnamm 1948, 1949, 1954; mit dem Untertitel Wundersame Geschichten für große und kleine Kinder. Zürich, Stuttgart: Classen 1972
- Der Ausreißer. Jugendbuch. Stuttgart 1952
- Der Mensch und seine innere Welt. Teufen: Niggli 1953
- Die weiße Kamelstute. Erzählungen. Stuttgart 1953
- Der kleine Herr Terri und viele andere Märchen und Kindergedichte. Zürich: Schweizer Druck- und Verlags-Haus [1954]
- Die Geschichte der großen Ströme. Einsiedeln: Benziger 1954
- Abenteuer in der Sahara. Einsiedeln: Benziger 1955
- SOS im Atlantik. München: Andermann 1955; Donauwörth: Auer 1965
- Abenteuer im Goldland. Einsiedeln: Benziger 1956
- Im Spiegel. Novelle. 1956
- Gold, die Geißel der Völker. Einsiedeln: Benziger 1956
- Gold für San Franzisko. Einsiedeln: Benziger 1958
- Das Lied der Kameradschaft. Einsiedeln: Benziger 1959
- Panne bei Fort Flatters. Einsiedeln: Benziger 1959
- Abenteuer in aller Welt. Jugendbuch. Einsiedeln: Benziger 1959
- Schatten der Weltgeschichte. Von Abenteurern, Betrügern und seltsamen Menschen. Einsiedeln: Benziger 1959
- Das weiße Mehari. Abenteuerliche Ferien in der Sahara. Solothurn: Schweizer Jugend-Verlag 1960
- Das Bordbuch der Kalypso. Einsiedeln: Benziger 1960
- Und setzet ihr nicht das Leben ein … Ein Suworow-Roman. Zürich: Schweizer Druck- und Verlag-Haus 1960
- Hotel zur Krone. Erlebnisse eines Hausburschen. Solothurn: Schweizer Jugend-Verlag 1961
- Jorgos und seine Freunde. Einsiedeln: Benziger 1961
- Wende des Lebens. Basel: Gute Schriften 1962
- Henri Dunant. Sein Leben und Wirken im Dienste der Menschheit. Einsiedeln: Benziger 1963
- Ritt durch die Wüste. Donauwörth: Auer Cassianeum 1965
- Die Salzkarawane. Donauwörth: Auer Cassianeum 1966
- Der Ölgeiser. Donauwörth: Auer Cassianeum 1967
- Verraten und verkauft. Die Geschichte der europäischen Söldner. Stuttgart: Goverts 1967; Dt. Bücherbund 1969
- Die Reise nach Gold-Kastilien. Eine historische Erzählung. Donauwörth: Auer 1968
- Der Schatz des Montezuma. Donauwörth: Auer 1969
- Die Passagiere der Penelope. Roman. Zürich, Stuttgart: Classen 1970
- Nacht im Sonnenreich. Donauwörth: Auer 1970
- Die Belagerung von Tenochtitlan. Donauwörth: Auer 1971
- Abschied von den Kolonien. Aufstieg und Untergang der europäischen Kolonialreiche. Zürich, Freiburg/Br.: Atlantis 1972
- Unruhige Jahre. Episoden aus meinem Leben. Zürich: Strom 1972
- Heinrich Gyger. Ein Berner Patrizier als Offizier in napoleonischen Diensten. Zürich, Stuttgart: Classen 1974
- Spiel zwischen Hell und Dunkel. Ebd. 1975 – Heinrich Gyger, ein Berner Patrizier als Offizier in napoleonischen Diensten. Ebd. 1974
- Die Straßen der Völker. Entdeckung und Abenteuer. Zürich, Köln: Benziger 1977; Wien: Buchgemeinschaft Donauland 1980.

Hörspiele: zahlr. Hörspiele für dt. und Schweizer Sender.

## Nachlass
Privatbesitz (J. Martinet, Hostun/Frankreich).